# Burnt Island (Deer Islands)
Burnt Island is een onbewoond eiland van 2 km² in de Canadese provincie Newfoundland en Labrador. Het eiland ligt in Bonavista Bay, een grote baai aan de oostkust van het eiland Newfoundland. Tot halverwege de 20e eeuw bevond er zich een kleine nederzetting.

## Geografie
Het eiland maakt deel uit van de Deer Islands, een van de talrijke archipels in Bonavista Bay. Burnt Island is het op een na grootste eiland van die archipel, na het pal ten noorden ervan gelegen Deer Island.
Iets minder dan 10 km naar het zuidwesten toe ligt een ander groot eiland genaamd Burnt Island.

## Geschiedenis
In 1871 telde de vissersnederzetting Burnt Island 130 inwoners, waaronder zestien gezinshoofden. In de late 19e eeuw verlieten verschillende mensen het kleine, overbevolkte eiland en verhuisden ze naar het gehucht Mint Brook (bij Gambo). In 1904 woonden er op het eiland 32 volwassen mannen die allen het beroep van visser uitoefenden.
In 1935 telde het eiland maar 50 inwoners meer, waaronder elf gezinshoofden. Alle inwoners gaven aan rooms-katholiek te zijn. Tien jaar later telde het eiland 67 inwoners, waaronder vijftien gezinshoofden.
In het kader van het provinciale hervestigingsbeleid verlieten in de jaren 50 en 60 van de 20e eeuw de inwoners van kleine eilandjes in de buurt definitief hun afgelegen nederzettingen. De toen circa 80 inwoners van Burnt Island bleven als laatste van de omgeving achter daar zij de enige katholieke gemeenschap waren in de erg protestantse omgeving. Een kleine groep verhuisde naar het gehucht Culls Harbour, maar de grote meerderheid besloot uiteindelijk om zich te hervestigen naar Butler's Cove, een inham aan de noordrand van het dorp Dover (op zo'n 20 km van hun nederzetting te Burnt Island). De huizen werden op vlotten naar ginds versleept en zo bouwde men dus een rooms-katholieke buurt aan de noordrand van Dover. Daardoor is de nederzetting op Burnt Island sinds de jaren 1960 verdwenen.